# Photoptosis
Photoptosis, prélude pour grand orchestre est une pièce orchestrale de Bernd Alois Zimmermann. Composée en 1968 d'après les fresques murales monochromes d'Yves Klein du Musiktheater im Revier  de Gelsenkirchen, l'ouvrage est créé le 14 février 1969 par l'Orchestre de Gelsenkirchen sous la direction de Lubomir Romanski.  L'œuvre est en un mouvement divisé en trois sections.

## Structure
1. Introduction où la lumière diffuse et décolorée se développe sur des figurations en quarts de ton soutenues par de grands blocs sonores.
2. Citations  et emprunts : la Symphonie nº 9 de Beethoven, le premier concerto brandebourgeois de Jean-Sébastien Bach, Casse-noisette de Tchaïkovski, le Poème de l'extase de Scriabine, le prélude de Parsifal de Wagner, le Veni Creator grégorien.
3. Crescendo de tout l'orchestre con tutta la forza vers la photoptosis l'explosion de lumière.

- Durée d'exécution: treize minutes.